# モラゾン
モラゾン（morazone）は、鎮痛剤として使われる非ステロイド性抗炎症薬の一つ。モラゾンは主な代謝物質としてフェンメトラジンを生産するため、過去に娯楽的な薬物として乱用されていた。